# José Zaragoza y Aranquizna
José Zaragoza y Aranquizna (Manila, 28 de juny de 1839—23 de febrer de 1895) fou un editor, periodista, diplomàtic i banquer filipí.
Fill de Rafael Zaragoza, representant de la Corona espanyola a la província de Nueva Ecija encarregat de vetllar pels interessos en els impostos del monopoli del tabac. Hom afirma que era un filipí de sang espanyola, si bé d'altres esmenten que era mestís. El seu germà Miguel fou un conegut artista a les Filipines.
És sobretot conegut per haver fundat el setmanari La Ilustración Filipina (1891-1895), en el qual va col·laborar el seu germà. José a banda de ser-ne fundador i editor, també hi col·laborà amb obres literàries que signava amb «Z». En els seus inicis la publicació va tenir un cert segell espanyol, sobretot per la presència de nombroses col·laboracions de periodistes de la península, però als pocs mesos el rumb del setmanari va canviar i va començar admetre treballs polítics de persones filipines, cosa que va fer que l'element peninsular se n'apartés. S'ha afirmat que Zaragoza era nacionalista, amb tot el setmanari va tancar a començaments de 1895, pocs dies abans de la seva mort.
D'altra banda, va ser cònsol de Libèria, Equador i Àfrica del Nord a Manila.
En l'àmbit personal es va casar amb Rosa Roxas, de Manila. Un dels seus fills, Elías, fou el primer filipí llicenciat en enginyeria elèctric i química.